# Démétrios d'Alexandrie
Pour les articles homonymes, voir Démétrios.
Démétrios d'Alexandrie  (en grec ancien Δημήτριος / Dêmêtrios), est un philosophe péripatéticien, grammairien et rhéteur grec du IIe siècle av. J.-C., originaire de Syrie. Il fut actif à Alexandrie aussi bien qu'à Athènes. 

## Traité du style
Il a composé un Traité de l'élocution, en grec Περὶ Ἑρμηνείας, [Du Style], qui fut attribué à tort à Démétrios de Phalère. L'auteur y examine successivement les quatre formes du style, selon un schéma et une présentation toujours identiques : le « grand style » dont l'excès peut entraîner la froideur, le style « gracieux » qui charme mais au risque de tomber dans l'afféterie, le « style simple » menacé de sécheresse, et enfin le style véhément ou « style terrible », terribilità, (en grec ancien δεινός). Des exemples accompagnent chacune de ces catégories : ainsi Sappho est-elle évoquée à la fois pour ses hyperboles qui lui permettent d'atteindre le grand style, en même temps que ses anaphores illustrent la grâce et l'élégance de son style. Le style terrible est illustré par la brachylogie de l'apostrophe adressée au tyran de Syracuse, Denys, « Denys, à Corinthe ! », quand déchu, il fut contraint de vivre du métier d'instituteur dans cette cité. L'art de Démosthène est souvent invoqué comme représentatif de ce style « véhément » qu'on peut assimiler au style « sublime » (en grec τὁ ὕψος).
Ce traité a été très lu au XVIe siècle. Le livre fut publié pour la première fois sans nom d'éditeur scientifique ni d'imprimeur en 1542 par Piero Vettori chez les Giunti de Florence. Vettori le réédita en 1552 puis à nouveau en 1562, accompagné d'une traduction et d'un commentaire. L'humaniste florentin fixa le découpage en paragraphes de l'œuvre, découpage qui a été conservé depuis. 